# Halecium textum
Halecium textum is een hydroïdpoliep uit de familie Haleciidae. De poliep komt uit het geslacht Halecium. Halecium textum werd in 1911 voor het eerst wetenschappelijk beschreven door Kramp. 